# Tacca palmata
Tacca palmata är en enhjärtbladig växtart som beskrevs av Carl Ludwig von Blume. Tacca palmata ingår i Taccasläktet, och familjen Dioscoreaceae. Inga underarter finns listade i Catalogue of Life.